# Pola Ribeiro
Paulo Roberto Vieira Ribeiro, mais conhecido como Pola Ribeiro (Salvador, 30 de agosto de 1955) é um comunicador, cineasta e também gestor público brasileiro formado em Comunicação pela Universidade Federal da Bahia (UFBA).

## Biografia
Antes de ingressar na Universidade já realizava filmes, produzindo com amigos cerca de 40 filmes que, na época, circularam em cineclubes, mostras e festivais, recebendo vários prêmios nacionais.
Em vídeo, realiza dezenas de documentários institucionais e culturais, com destaque para República de Canudos, exibido duas vezes em rede nacional de televisão, recebedor de oito prêmios nacionais e internacionais. Em cinema, ganha o primeiro prêmio do 5º Festival Brasileiro de Curta Metragem Jornal do Brasil / Shell, com o filme Por Exemplo, Caxundé.
Foi Diretor do IRDEB - Instituto de Radiodifusão Educativa da Bahia de 2007 a 2014, Membro Titular do Conselho Superior de Cinema, membro titular do Conselho Consultivo da SAV e Vice-Presidente da ABEPEC - Associação Brasileira das Emissoras Públicas, Educativas e Culturais.
De 2015 a 2016 foi Secretário de Audiovisual do Ministério da Cultura.
Pola, como é conhecido, é formado em Comunicação pela UFBA. Em 1976, recebeu o seu primeiro prêmio no V Festival Brasileiro de Curtas com o filme Por Exemplo, Caxundé.

## Vídeo e TV
De Água de Meninos a São Joaquim (dir.coletiva) 1978, Biblioteca do ICBA (dir. coletiva) 1978, UNEB Universidade do Sertão (dir.) 1983, Balanço de Pagamento (co-dir.) 1988, Caverna (dir.) 1988, República de Canudos (co-dir.) 1989  Tatu de Ouro / Melhor Enfoque Latino Americano Jornada de Cinema da Bahia 1991 / Melhor Documentário Festival Latino Americano de Canela 1990 / Melhor Roteiro / Melhor Fotografia / Melhor Direção Festival de Florianópolis 1990, Divino Pirenópolis (co-dir.) 1990, Carnaval In Bahia (dir.geral) 1991, Caderneta de Campo (rot./dir.) 1995, Utopia (rot./dir.) 1996, Poesys (dir.) 1997, Orquestra (dir.) 1997 2º Lugar Festival Awóran 1996 BA, Mera Abulia ou Vontade em Excesso (rot./dir./prod.) 1997 3º Lugar Festival Nacional de Vídeo A Imagem em 5 Minutos 1997 BA, G. Constelação da Boca do Inferno (rot./dir.) 1998 Melhor Vídeo / Melhor Direção / Melhor Roteiro Festival Cine Ceará 1999 – Melhor Vídeo / Troféu Samburá / Prêmio da Crítica Cine Ceará – Melhor Vídeo Festival dos Festivais - Curitiba/PR, Celebração da Herança Africana (rot./dir.) 1998, Voyages (rot./dir.) 1999, Memoh (rot./dir.) 2003, Bêbado em Cama Alheia (dir.) 2004 e Axé do Acarajé (coord./dir.geral) 2006.

## Filme Jardim das Folhas Sagradas
Jardim das Folhas Sagradas conta a história de Bonfim, negro baiano que tem sua vida virada pelo avesso com a revelação de que precisa abrir um terreiro de candomblé. Com os espaços disponíveis cada vez mais raros, ele acaba procurando um lugar na periferia empobrecida e degradada. Afastado da tradição e questionando fundamentos como o sacrifício de animais, Bonfim cria um terreiro modernizado e descaracterizado, o que lhe trará graves consequências.
Numa época em que o crescimento urbano acelerado e a favelização transformam as cidades em espaços cada vez menos habitáveis, o candomblé, religião ancestral trazida pelos escravos africanos, tem uma grande lição de convívio e preservação da natureza a oferecer. A Bonfim e a toda cidade de Salvador.

## Atividades
Editor Revista Montagem 1978, prof. Cinema e Educ. Artística Colégio Estadual Severino Vieira 1978 a 1982 e Colégio Municipal de Lençóis 1983 a 1985, correspondente Jornal Cine Olho 1979 a 1980, editor Jornal Cinema Livre 1986, colaborador Jornal Roteiro de Cinema  1992, responsável pelo Gazeta da Praia 1991 a 1992, prof. Linguagem Cinematográfica UCSAL 1994 a 1995, prof. curso Potenciais da Imagem Mestrado de História da UFBA, campanhas políticas 1988 a 2004, prof. Oficina de Direção Curso de Cinema FTC 2007 e Diretor Geral do Instituto de Radiodifusão Educativa da Bahia - Irdeb desde o ano de 2007.

## Cinema
A Conversa (prod./dir.) 1975 Melhor Qualidade Técnico Artística e Melhor Trilha Sonora III Festival de Cinema do Recife, Ensaio Geral (ass.dir./prod.exec.) 1975, Solar do Unhão (dir.coletiva) 1976, Por Exemplo Caxundé (dir.coletiva) 1977 Melhor Filme V Festival Brasileiro de Curta Metragem, Abílio Matou Pascoal (prod./dir.) 1978 Melhor Filme VI Jornada Brasileira de Curta Metragem / BA e V Festival Nacional de Cinema / SE, O Último Herói (ass.dir.) 1978, Hey Shazan (prod./dir.) 1978, Cinema Sem Nome (co-dir.) 1977/1978, Cinema Com Nome (co-dir.) 1978, Em Se Plantando Tudo UNE (co-dir.) 1979, Pixado Pixando (co-dir.) 1979, Na Bahia Ninguém Fica Em Pé (co-dir.) 1980, Filmemus Papa (co-dir.) 1981, Porta de Fogo (ass.prod./ator) 1982, Oropa/Luanda/Bahia (ass.dir.) 1983, Fibra (ass.dir.) 1985, Lin e Katazan (ass.montagem) 1985 Melhor Filme e Melhor Montagem Festival de Cinema Brasileiro, A Lenda do Pai Inácio (rot./dir./prod.) 1987 - Melhor Fotografia e Melhor Ficção Jornada Latino Americana BA – Troféu Macunaíma / Melhor Média Metragem Rio Cine Festival RJ – Troféu Macunaíma / Melhor Filme do Ano Conselho Nacional de Cine Clubes – Melhor Ator / Melhor Trilha Sonora / Melhor Fotografia / Melhor Filme do Juri Popular Jornada de Cinema e Vídeo do Maranhão, Superoutro (coord.prod.) 1989, Anil (coord.prod.) 1990 - Prêmio Cultura e Revolução no Festival de Havana / Cuba - 1989, Mr. Abrakadabra (prod.exec.) 1996 13 prêmios nos principais festivais brasileiros, Canudos Não Morreu (dir.) 1997, 3 Histórias da Bahia (coord.prod.) 1999, Eu Me Lembro (prod.) 2005.

## Filmografia
- Por Exemplo, Caxundé. 1976
- A Lenda do Pai Inácio. 1987
- Três Histórias da Bahia. 1999 (Produção Executiva)
- Eu Me Lembro. 2003 (Produção Executiva)
- Jardim das Folhas Sagradas. 2007 (Direção)